# Maneter och hydrozoer
Maneter och hydrozoer, Medusozoa är en naturlig grupp inom stammen Nässeldjur. Den innehåller Hydrozoa, Scyphozoa, Staurozoa och Cubozoa, kanske till och med den parasitiska Polypodizoa. Ett kännetecknande drag för Medusozoa-gruppen är medusa-stadiet i deras livscykel, där en medusa oftast är paraplyformad med brännande tentakler runt kanten. Med undantaget av några hydrozoer (och polypodizoer), kallas alla för maneter i deras medusa-stadium.

## Taxonomi
Stammen nässeldjur är generellt överenskommen att vara monofyletisk och består av två naturliga grupper, Anthozoa och Medusozoa.